# Società Sportiva Calcio Napoli 1982-1983
Questa voce raccoglie le informazioni riguardanti la Società Sportiva Calcio Napoli nelle competizioni ufficiali della stagione 1982-1983.

## Stagione

Bruno Pesaola, chiamato a salvare la squadra a stagione in corso.

Nella stagione 1982-1983 nonostante l'acquisto del secondo straniero, l'argentino Ramón Díaz e l'arrivo in panchina dell'emergente Massimo Giacomini (già allenatore di successo con Udinese e Milan), il Napoli disputa un campionato travagliato, che ha visto la squadra partenopea salvarsi in maniera stentata. Alla fine di novembre, dopo la sconfitta (1-0) patita a Cagliari, c'è stato l'esonero di Massimo Giacomini in favore del direttore tecnico Bruno Pesaola, coadiuvato sul campo dall'allenatore Gennaro Rambone, e anche l'avvicendamento ai vertici della società di Marino Brancaccio, in sostituzione del dimissionario Corrado Ferlaino. Il cambio in panchina, tuttavia, sortisce gli effetti auspicati: dopo un girone di andata fallimentare chiuso addirittura all'ultimo posto in coabitazione con il Catanzaro con soli 9 punti, nel girone di ritorno il Napoli innesta le marce alte e viaggia a ritmo qualificazione in Coppa UEFA.  Alla fine sarà salvezza, sancita dal successo di misura sul Cesena nell'ultima giornata. Nella Coppa UEFA i partenopei sono stati eliminati nei sedicesimi di finale dal Kaiserslautern dopo aver estromesso in rimonta nel primo turno la Dinamo Tbilisi, mentre in Coppa Italia il Napoli ha vinto il terzo girone di qualificazione disputato prima del campionato, ma in inverno il cammino della squadra è stato fermato dal Torino nei quarti di finale.

## Divise e sponsor

Moreno Ferrario con la seconda divisa bianca, arricchita in questa stagione da pinstripe giallorosse che riprendono i colori cittadini.

Nella stagione 1982-83 viene introdotto un nuovo stemma della società, costituito da una «N» arrotondata e inglobante una testa d'asino: questo viene anche applicato sulle maglie (firmate anche per questa stagione dalla Ennerre), su cui appare una nuova sponsorizzazione ufficiale, Cirio. Per quindici partite, suddivise tra girone di andata e di ritorno, la prima maglia fu con inserti e pantaloncini blu notte; per questioni scaramantiche si ritornò poi alla classica azzurra con inserti e pantaloncini bianchi.
| Casa (andata) | Casa (ritorno) | Trasferta |

## Organigramma societario
Area direttiva
- Presidente: Corrado Ferlaino

Area organizzativa
- General manager: Giuseppe Bonetto
- Capo Ufficio stampa: Carlo Iuliano
- Coordinatore: Francesco Janich
- Consulente organizzativo: Enrico Zuppardi

Area tecnica
- Direttore tecnico: Bruno Pesaola (dal 29 novembre)
- Allenatore: Massimo Giacomini, poi dal 29 novembre Gennaro Rambone
- Allenatore in seconda: Giuliano Zoratti, poi dal 29 novembre Paolo Specchia
- Allenatore Primavera: Angelo Sormani

Area sanitaria
- Medici sociali: Emilio Acampora
- Massaggiatori: Salvatore Carmando

## Rosa

Il neoacquisto Ramón Díaz, migliore marcatore stagionale della squadra con 8 reti.

## Rosa[4]
| N. |                        | Ruolo | Calciatore           |
| -- | ---------------------- | ----- | -------------------- |
|    | Italia (bandiera)      | P     | Luciano Castellini   |
|    | Italia (bandiera)      | P     | Raffaele Ceriello    |
|    | Italia (bandiera)      | D     | Roberto Amodio       |
|    | Italia (bandiera)      | D     | Paolo Benedetti      |
|    | Italia (bandiera)      | D     | Giuseppe Bruscolotti |
|    | Italia (bandiera)      | D     | Antonio Carannante   |
|    | Italia (bandiera)      | D     | Filippo Citterio     |
|    | Italia (bandiera)      | D     | Paolo Dal Fiume      |
|    | Italia (bandiera)      | D     | Moreno Ferrario      |
|    | Paesi Bassi (bandiera) | D     | Ruud Krol            |
|    | Italia (bandiera)      | D     | Raimondo Marino      |

| N. |                      | Ruolo | Calciatore               |
| -- | -------------------- | ----- | ------------------------ |
|    | Italia (bandiera)    | C     | Costanzo Celestini       |
|    | Italia (bandiera)    | C     | Giuseppe Cimmaruta       |
|    | Italia (bandiera)    | C     | Antonio Criscimanni      |
|    | Italia (bandiera)    | C     | Agostino Iacobelli       |
|    | Italia (bandiera)    | C     | Roberto Scarnecchia      |
|    | Italia (bandiera)    | C     | Claudio Vinazzani        |
|    | Italia (bandiera)    | A     | Antonio Capone           |
|    | Italia (bandiera)    | A     | Antonio De Vitis         |
|    | Argentina (bandiera) | A     | Ramón Díaz               |
|    | Italia (bandiera)    | A     | Claudio Pellegrini (III) |
|    | Italia (bandiera)    | A     | Claudio Vagheggi         |

## Calciomercato
| Acquisti | Acquisti            | Acquisti    | Acquisti                       |
| R.       | Nome                | da          | Modalità                       |
| -------- | ------------------- | ----------- | ------------------------------ |
| P        | Beniamino Abate     | Benevento   | definitivo                     |
| C        | Paolo Dal Fiume     | Perugia     | definitivo 700mln              |
| C        | Costanzo Celestini  | Catanzaro   | fine prestito                  |
| A        | Roberto Scarnecchia | Roma        | comproprietà ad ottobre 400mln |
| A        | Antonio Capone      | Pistoiese   | fine prestito                  |
| A        | Ramón Ángel Díaz    | River Plate | definitivo 2,5 mld             |
| A        | Claudio Vagheggi    | Lazio       | definitivo ad ottobre          |

| Cessioni | Cessioni        | Cessioni  | Cessioni              |
| R.       | Nome            | a         | Modalità              |
| -------- | --------------- | --------- | --------------------- |
| M        | Enrico Maniero  | Modena    | definitivo a ottobre  |
| A        | Pietro Puzone   | Cavese    | prestito              |
| M        | Mario Guidetti  | Verona    | definitivo            |
| A        | Oscar Damiani   | Milan     | definitivo 280mln     |
| A        | Gaetano Musella | Catanzaro | comproprietà 600mln   |
| A        | Massimo Palanca | Como      | prestito a novembre   |
| A        | Antonio Capone  | Lecce     | definitivo ad ottobre |
| C        | Paolo Benedetti | Genoa     | definitivo ad ottobre |

## Risultati

### Serie A

#### Girone di andata
| Napoli 12 settembre 1982 1ª giornata | Napoli            | 0 – 0 referto | Udinese | Stadio San Paolo (57 133 spett.)\| Arbitro: \| Pairetto (Torino) \| |
| Arbitro:                             | Pairetto (Torino) |               |         |                                                                     |

| Arbitro: | Paparesta (Bari) |

|                        |           |  |
| Casale 30’, 70’ (rig.) | Marcatori |  |

| Arbitro: | Ballerini (La Spezia) |

|                          |           |  |
| Criscimanni 35’ Díaz 68’ | Marcatori |  |

| Arbitro: | Longhi (Roma) |

|                           |           |  |
| Rossi 17’ Boniek 45’, 51’ | Marcatori |  |

| Arbitro: | Casarin (Milano) |

|               |           |                                 |
| Pellegrini 1’ | Marcatori | 33’ Iorio 65’ Nela 78’ Chierico |

| Arbitro: | Barbaresco (Cormons) |

|                                 |           |                            |
| Oriali 56’ Altobelli 67’ (rig.) | Marcatori | 86’ Criscimanni 90’ Marino |

| Arbitro: | Menicucci (Firenze) |

|                    |           |            |
| Ferrari 63’ (aut.) | Marcatori | 31’ Limido |

| Arbitro: | Agnolin (Bassano del Grappa) |

|            |           |          |
| Borghi 75’ | Marcatori | 37’ Díaz |

| Arbitro: | Bergamo (Livorno) |

|  |           |               |
|  | Marcatori | 56’ Scanziani |

| Napoli 21 novembre 1982 10ª giornata | Napoli                | 0 – 0 referto | Ascoli | Stadio San Paolo (43 000 spett.)\| Arbitro: \| Ballerini (La Spezia) \| |
| Arbitro:                             | Ballerini (La Spezia) |               |        |                                                                         |

| Arbitro: | Longhi (Roma) |

|              |           |  |
| Restelli 81’ | Marcatori |  |

| Arbitro: | Pairetto (Torino) |

|                     |           |                    |
| Ferrario 87’ (rig.) | Marcatori | 42’ (rig.) Iachini |

| Arbitro: | Barbaresco (Cormons) |

|             |           |  |
| Massaro 56’ | Marcatori |  |

| Arbitro: | Menicucci (Firenze) |

|                    |           |                |
| Pellegrini III 60’ | Marcatori | 15’, 52’ Fanna |

| Cesena 9 gennaio 1983 15ª giornata | Cesena                       | 0 – 0 referto | Napoli | Stadio La Fiorita (19 561 spett.)\| Arbitro: \| Agnolin (Bassano del Grappa) \| |
| Arbitro:                           | Agnolin (Bassano del Grappa) |               |        |                                                                                 |

#### Girone di ritorno
| Udine 16 gennaio 1983 16ª giornata | Udinese       | 0 – 0 referto | Napoli | Stadio Friuli (36 198 spett.)\| Arbitro: \| Redini (Pisa) \| |
| Arbitro:                           | Redini (Pisa) |               |        |                                                              |

| Arbitro: | Longhi (Roma) |

|                                   |           |                     |
| Ferrario 8’ (rig.) Pellegrini 47’ | Marcatori | 67’ (rig.) Ugolotti |

| Arbitro: | Lanese (Messina) |

|          |           |                     |
| Bivi 26’ | Marcatori | 41’, 65’ Pellegrini |

| Napoli 6 febbraio 1983 19ª giornata | Napoli            | 0 – 0 referto | Juventus | Stadio San Paolo (77 470 spett.)\| Arbitro: \| Bergamo (Livorno) \| |
| Arbitro:                            | Bergamo (Livorno) |               |          |                                                                     |

| Arbitro: | Agnolin (Bassano del Grappa) |

|                                                          |           |                     |
| Nela 30’ Ancelotti 43’ Di Bartolomei 48’, 62’ Pruzzo 70’ | Marcatori | 12’ Díaz 78’ Marino |

| Arbitro: | Redini (Pisa) |

|               |           |               |
| Dal Fiume 87’ | Marcatori | 10’ Altobelli |

| Avellino 6 marzo 1983 22ª giornata | Avellino      | 0 – 0 referto | Napoli | Stadio Partenio (28 240 spett.)\| Arbitro: \| Longhi (Roma) \| |
| Arbitro:                           | Longhi (Roma) |               |        |                                                                |

| Arbitro: | Bergamo (Livorno) |

|                     |           |  |
| Ferrario 21’ (rig.) | Marcatori |  |

| Arbitro: | Menegali (Roma) |

|             |           |               |
| Francis 25’ | Marcatori | 79’ Dal Fiume |

| Arbitro: | Lanese (Messina) |

|                             |           |                 |
| Novellino 14’ De Vecchi 79’ | Marcatori | 55’ Criscimanni |

| Arbitro: | Lo Bello (Siracusa) |

|                     |           |  |
| Ferrario 11’ (rig.) | Marcatori |  |

| Genova 24 aprile 1983 27ª giornata | Genoa                        | 0 – 0 referto | Napoli | Stadio Luigi Ferraris (29 638 spett.)\| Arbitro: \| Agnolin (Bassano del Grappa) \| |
| Arbitro:                           | Agnolin (Bassano del Grappa) |               |        |                                                                                     |

| Arbitro: | Ballerini (La Spezia) |

|                       |           |  |
| Ferroni II 63’ (aut.) | Marcatori |  |

| Verona 8 maggio 1983 29ª giornata | Verona              | 0 – 0 referto | Napoli | Stadio Marcantonio Bentegodi (27 815 spett.)\| Arbitro: \| Lo Bello (Siracusa) \| |
| Arbitro:                          | Lo Bello (Siracusa) |               |        |                                                                                   |

| Arbitro: | Benedetti (Roma) |

|               |           |  |
| Dal Fiume 54’ | Marcatori |  |

### Coppa Italia

#### Primo turno
| Arbitro: | Pieri (Genova) |

|  |           |                     |
|  | Marcatori | 47’ (rig.) Ferrario |

| Perugia 22 agosto 1982 2ª giornata | Perugia          | 0 – 0 | Napoli | Stadio Renato Curi\| Arbitro: \| Paparesta (Bari) \| |
| Arbitro:                           | Paparesta (Bari) |       |        |                                                      |

| Arbitro: | Agnolin (Bassano del Grappa) |

|                                    |           |          |
| Ferrario 42’ (rig.) Pellegrini 78’ | Marcatori | 26’ Skov |

| Arbitro: | Barbaresco (Cormons) |

|              |           |               |
| Giordano 51’ | Marcatori | 42’, 69’ Díaz |

| Arbitro: | Vitali (Bologna) |

|            |           |  |
| Capone 59’ | Marcatori |  |

#### Ottavi di finale
| Arbitro: | Falzier (Treviso) |

|                 |           |  |
| Krol 58’ (aut.) | Marcatori |  |

| Arbitro: | Lombardo (Marsala) |

|                         |           |  |
| Díaz 56’ Pellegrini 66’ | Marcatori |  |

#### Quarti di finale
| Arbitro: | Redini (Pisa) |

|                        |           |  |
| Hernández 32’ Comi 67’ | Marcatori |  |

| Napoli 1º giugno 1983 Ritorno | Napoli         | 0 – 0 | Torino | Stadio San Paolo\| Arbitro: \| Pieri (Genova) \| |
| Arbitro:                      | Pieri (Genova) |       |        |                                                  |

### Coppa UEFA

#### Trentaduesimi di finale
| Arbitro: | Valentine |

|                                |           |          |
| Khizanishvili 5’ Shengelia 31’ | Marcatori | 20’ Díaz |

| Arbitro: | Eschweiler |

|               |           |  |
| Dal Fiume 58’ | Marcatori |  |

#### Sedicesimi di finale
| Arbitro: | Dotchev |

|          |           |                        |
| Díaz 79’ | Marcatori | 72’ Nilsson 89’ Allofs |

| Arbitro: | Courtney |

|                         |           |  |
| Nilsson 70’ Briegel 82’ | Marcatori |  |

## Statistiche

### Statistiche di squadra
| Competizione | Punti | In casa | In casa | In casa | In casa | In casa | In casa | In trasferta | In trasferta | In trasferta | In trasferta | In trasferta | In trasferta | Totale | Totale | Totale | Totale | Totale | Totale | DR |
| Competizione | Punti | G       | V       | N       | P       | Gf      | Gs      | G            | V            | N            | P            | Gf           | Gs           | G      | V      | N      | P      | Gf     | Gs     | DR |
| ------------ | ----- | ------- | ------- | ------- | ------- | ------- | ------- | ------------ | ------------ | ------------ | ------------ | ------------ | ------------ | ------ | ------ | ------ | ------ | ------ | ------ | -- |
| Serie A      | 28    | 15      | 6       | 6       | 3       | 13      | 10      | 15           | 1            | 8            | 6            | 9            | 19           | 30     | 7      | 14     | 9      | 22     | 29     | -7 |
| Coppa Italia |       | 4       | 3       | 1       | 0       | 5       | 1       | 5            | 2            | 1            | 2            | 3            | 4            | 9      | 5      | 2      | 2      | 8      | 5      | +3 |
| Coppa UEFA   |       | 2       | 1       | 0       | 1       | 2       | 2       | 2            | 0            | 0            | 2            | 1            | 4            | 4      | 1      | 0      | 3      | 3      | 6      | -3 |
| Totale       |       | 21      | 10      | 7       | 4       | 20      | 13      | 22           | 3            | 9            | 10           | 13           | 27           | 43     | 13     | 16     | 14     | 33     | 40     | -7 |

### Andamento in campionato
| Giornata  | 1 | 2  | 3 | 4  | 5  | 6  | 7  | 8  | 9  | 10 | 11 | 12 | 13 | 14 | 15 | 16 | 17 | 18 | 19 | 20 | 21 | 22 | 23 | 24 | 25 | 26 | 27 | 28 | 29 | 30 |
| --------- | - | -- | - | -- | -- | -- | -- | -- | -- | -- | -- | -- | -- | -- | -- | -- | -- | -- | -- | -- | -- | -- | -- | -- | -- | -- | -- | -- | -- | -- |
| Luogo     | C | T  | C | T  | C  | T  | C  | T  | C  | C  | T  | C  | T  | C  | T  | T  | C  | T  | C  | T  | C  | T  | C  | T  | T  | C  | T  | C  | T  | C  |
| Risultato | N | P  | V | P  | P  | N  | N  | N  | P  | N  | P  | N  | P  | P  | N  | N  | V  | V  | N  | P  | N  | N  | V  | N  | P  | V  | N  | V  | N  | V  |
| Posizione | 6 | 10 | 8 | 11 | 13 | 12 | 13 | 12 | 13 | 13 | 15 | 15 | 15 | 16 | 15 | 15 | 15 | 15 | 15 | 15 | 15 | 15 | 13 | 12 | 14 | 13 | 12 | 11 | 11 | 10 |

Fonte: http://calcio-seriea.net/allenatori_squadra/1982/874/
Legenda:

Luogo: C = Casa; T = Trasferta. Risultato: V = Vittoria; N = Pareggio; P = Sconfitta.

### Statistiche dei giocatori[6]
| Giocatore           | Serie A  | Serie A | Serie A     | Serie A    | Coppa Italia | Coppa Italia | Coppa Italia | Coppa Italia | Coppa UEFA | Coppa UEFA | Coppa UEFA  | Coppa UEFA | Totale   | Totale | Totale      | Totale     |
| Giocatore           | Presenze | Reti    | Ammonizioni | Espulsioni | Presenze     | Reti         | Ammonizioni  | Espulsioni   | Presenze   | Reti       | Ammonizioni | Espulsioni | Presenze | Reti   | Ammonizioni | Espulsioni |
| ------------------- | -------- | ------- | ----------- | ---------- | ------------ | ------------ | ------------ | ------------ | ---------- | ---------- | ----------- | ---------- | -------- | ------ | ----------- | ---------- |
| R. Amodio           | 13       | 0       | ?           | ?          | 6            | 0            | ?            | ?            | 3          | 0          | ?           | ?          | 22       | 0      | ?           | ?          |
| P. Benedetti        | -        | -       | -           | -          | 2            | 0            | ?            | ?            | -          | -          | -           | -          | 2        | 0      | 0+          | 0+         |
| G. Bruscolotti      | 17       | 0       | ?           | ?          | 8            | 0            | ?            | ?            | 4          | 0          | ?           | ?          | 29       | 0      | ?           | ?          |
| A. Capone           | 3        | 0       | ?           | ?          | 4            | 1            | ?            | ?            | -          | -          | -           | -          | 7        | 1      | 0+          | 0+         |
| A. Carannante       | -        | -       | -           | -          | 1            | 0            | ?            | ?            | -          | -          | -           | -          | 1        | 0      | 0+          | 0+         |
| L. Castellini       | 30       | -28     | ?           | ?          | 9            | -5           | ?            | ?            | 4          | -6         | ?           | ?          | 43       | -39    | ?           | ?          |
| C. Celestini        | 25       | 0       | ?           | ?          | 7            | 0            | ?            | ?            | 3          | 0          | ?           | ?          | 35       | 0      | ?           | ?          |
| R. Ceriello         | 1        | -1      | ?           | ?          | -            | -            | -            | -            | -          | -          | -           | -          | 1        | -1     | 0+          | 0+         |
| G. Cimmaruta        | -        | -       | -           | -          | 1            | 0            | ?            | ?            | -          | -          | -           | -          | 1        | 0      | 0+          | 0+         |
| F. Citterio         | 24       | 0       | ?           | ?          | 7            | 0            | ?            | ?            | 3          | 0          | ?           | ?          | 34       | 0      | ?           | ?          |
| A. Criscimanni      | 28       | 3       | ?           | ?          | 8            | 0            | ?            | ?            | 4          | 0          | ?           | ?          | 40       | 3      | ?           | ?          |
| P. Dal Fiume        | 26       | 3       | ?           | ?          | 9            | 0            | ?            | ?            | 4          | 1          | ?           | ?          | 39       | 4      | ?           | ?          |
| A. De Vitis         | 1        | 0       | ?           | ?          | -            | -            | -            | -            | -          | -          | -           | -          | 1        | 0      | 0+          | 0+         |
| R. Díaz             | 25       | 3       | ?           | ?          | 9            | 3            | ?            | ?            | 4          | 2          | ?           | ?          | 38       | 8      | ?           | ?          |
| M. Ferrario         | 30       | 4       | ?           | ?          | 8            | 2            | ?            | ?            | 4          | 0          | ?           | ?          | 42       | 6      | ?           | ?          |
| A. Iacobelli        | 7        | 0       | ?           | ?          | 1            | 0            | ?            | ?            | 2          | 0          | ?           | ?          | 10       | 0      | ?           | ?          |
| R. Krol             | 30       | 0       | ?           | ?          | 7            | 0            | ?            | ?            | 4          | 0          | ?           | ?          | 41       | 0      | ?           | ?          |
| R. Marino           | 27       | 2       | ?           | ?          | 8            | 0            | ?            | ?            | 4          | 0          | ?           | ?          | 39       | 2      | ?           | ?          |
| C. Pellegrini (III) | 30       | 5       | ?           | ?          | 9            | 2            | ?            | ?            | 4          | 0          | ?           | ?          | 43       | 7      | ?           | ?          |
| R. Scarnecchia      | 15       | 0       | ?           | ?          | 2            | 0            | ?            | ?            | -          | -          | -           | -          | 17       | 0      | 0+          | 0+         |
| C. Vagheggi         | 15       | 0       | ?           | ?          | 3            | 0            | ?            | ?            | -          | -          | -           | -          | 18       | 0      | 0+          | 0+         |
| C. Vinazzani        | 28       | 0       | ?           | ?          | 7            | 0            | ?            | ?            | 4          | 0          | ?           | ?          | 39       | 0      | ?           | ?          |